# Burg Liebenzell
Die Burg Liebenzell ist eine Spornburg bei 450 m ü. NN auf einem abfallenden Bergsporn am Hang des Schlossbergs über der Stadt Bad Liebenzell im Landkreis Calw in Baden-Württemberg. Die Burg Liebenzell war einst die bedeutendste Burg des württembergischen Schwarzwaldes.

## Geschichte
Die Burg wurde im 12. Jahrhundert von den Grafen von Calw erbaut. 1196 werden die Grafen von Eberstein als Besitzer erwähnt. 1220 bis 1230 wird die Burg ausgebaut, im 16. Jahrhundert und 1692 zerstört und 1954 wieder aufgebaut.
Heute ist die Burg im Besitz des Internationalen Forums Burg Liebenzell, Akademie für politische Bildung und internationale Jugendbegegnung. Sie ist Jugendbildungs- und Tagungsstätte.

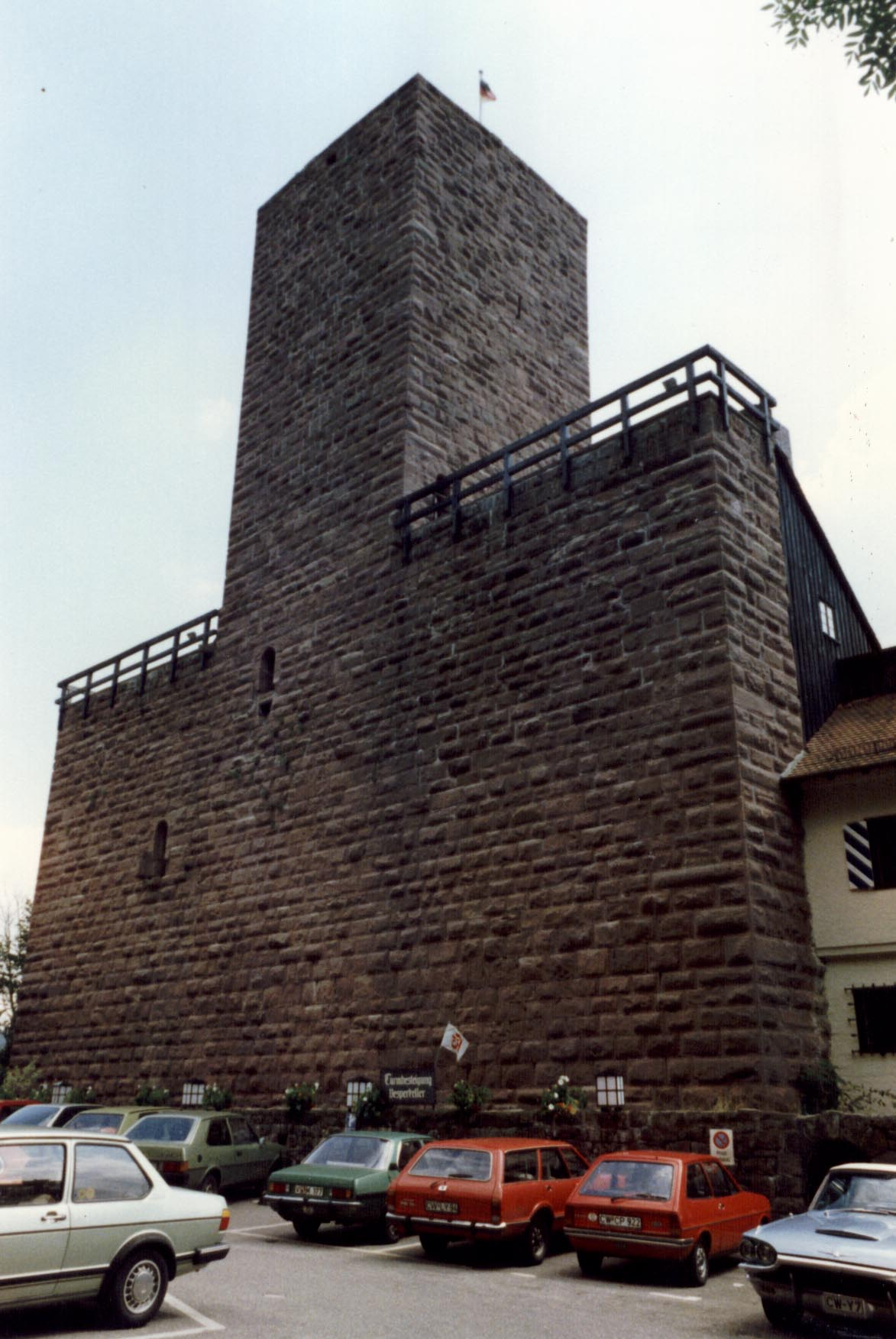
Schildmauer mit eingebautem Bergfried (Januar 1987)

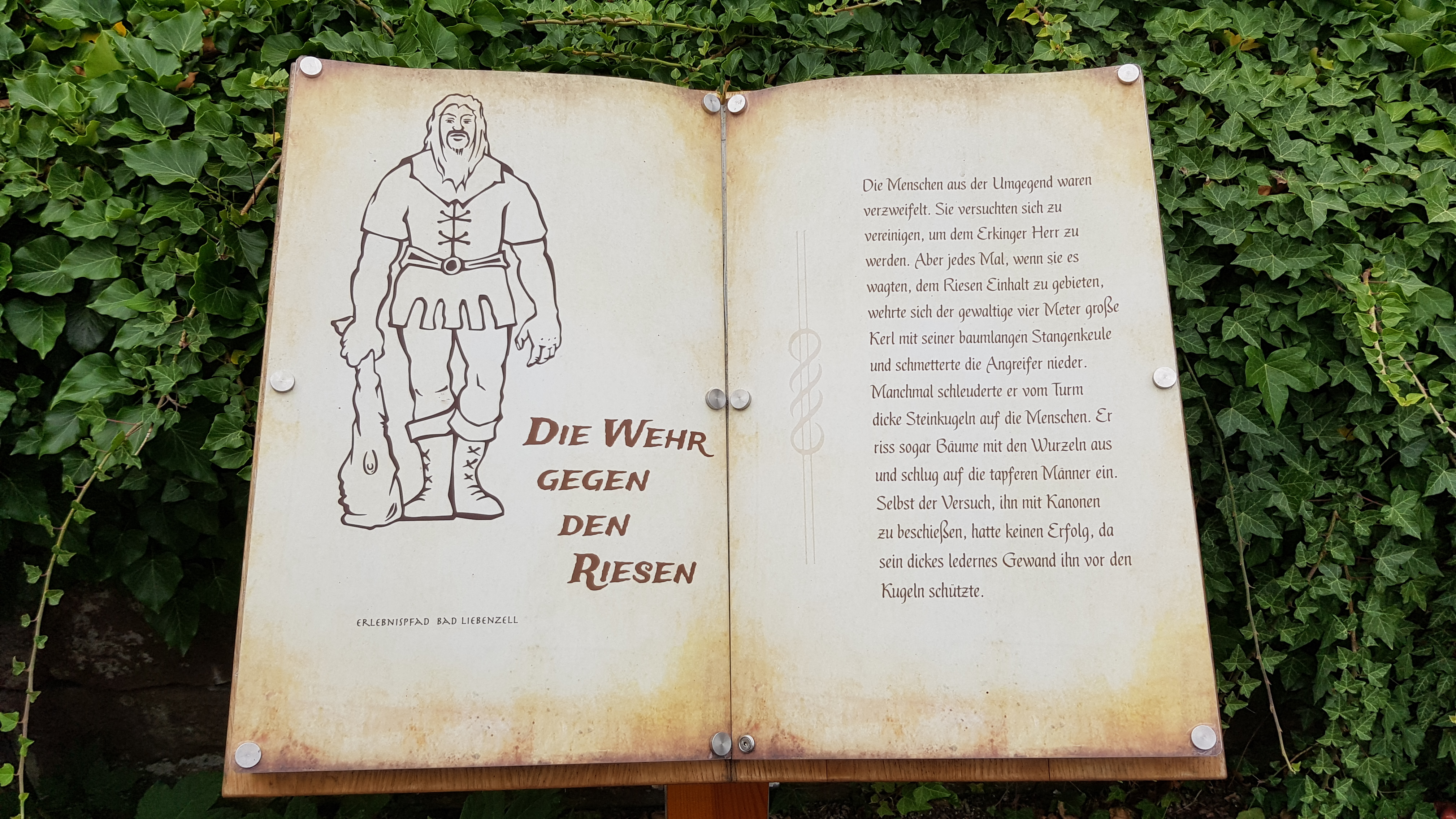
Informationstafel zum Riese-Erkinger-Erlebnispfad

## Anlage
Die Burganlage besteht aus einer unregelmäßigen Fünfeckanlage mit 2,7 Meter starker und 17,5 Meter hoher Schildmauer, in der ein quadratischer Bergfried mit Abort eingebunden ist. Der Palas ist mit zierlichen Spitzbogenöffnungen versehen. Der sechsgeschossige Bergfried hat eine Höhe von 32 Metern mit einem Hocheingang auf sechs Metern Höhe, eine Mauerstärke von zwei Metern und eine Grundfläche von etwa 9 × 9 Metern. Er kann als Aussichtsturm bestiegen werden. Bergfried und Schildmauer aus Buckelquadern sind romanische Bauwerke aus der ersten Hälfte des 13. Jahrhunderts.

## Sage
Eine Sage beschreibt einen furchterregenden Riesen Erkinger, der hier einen Turm habe bauen lassen und als Räuber und Menschenfresser mit zwei Gesellen sein Unwesen getrieben habe. Er soll über vier Meter groß gewesen sein und mit besonderer Vorliebe die eben getrauten Bräute vom Hochzeitsmahl entführt haben, die er danach verschlang und ihre Gebeine weit aus dem Fenster warf. Auf dem so aufgehäuften Berg liege das heutige Beinberg. Sein Riesenkleid, die Riesenhosenträger und ein ungeheurer Schuh sollen viele Jahre in der Riesenkapelle im Kloster Hirsau aufbewahrt worden sein.